# Pavel Boutchnevitch
Pavel Andreïevitch Boutchnevitch - en russe : Павел Андреевич Бучневич et en anglais : Pavel Buchnevich - (né le 17 avril 1995 à Tcherepovets en Russie) est un joueur professionnel russe de hockey sur glace. Il évolue au poste d'attaquant. Son père Andreï a joué au football au niveau professionnel.

## Biographie

### Carrière en club
Formé au Severstal Tcherepovets, il débute en 2011 dans la Molodiojnaïa Hokkeïnaïa Liga avec l'Almaz, l'équipe junior du Severstal. Il est sélectionné au premier tour, en vingt-cinquième position lors du repêchage d'entrée dans la KHL 2012 par le Severstal qui le protège pour conserver ses droits. Le 6 septembre 2012, il joue son premier match dans la KHL avec le Severstal chez les Ak Bars Kazan. Il est choisi au troisième tour en 75e position par les Rangers de New York lors du repêchage d'entrée dans la LNH 2013.
Le 13 octobre 2016, il joue son premier match dans la Ligue nationale de hockey avec les Rangers face aux Islanders de New York et sert une assistance. Il marque son premier but le 5 novembre 2016 chez les Bruins de Boston.
Le 23 juillet 2021, il est échangé aux Blues de Saint-Louis en retour de Samuel Blais et un choix de deuxième tour au repêchage d'entrée dans la LNH 2021.

### Carrière internationale
Il représente la Russie au niveau international. Il prend part aux sélections jeunes. Le 6 novembre 2014, il honore sa première sélection senior face à la Suède.

## Statistiques

### En club
| Saison     | Équipe                 | Ligue      |     | Saison régulière | Saison régulière | Saison régulière | Saison régulière | Saison régulière |   | Séries éliminatoires | Séries éliminatoires | Séries éliminatoires | Séries éliminatoires | Séries éliminatoires |
| Saison     | Équipe                 | Ligue      | PJ  | B                | A                | Pts              | Pun              | PJ               | B | A                    | Pts                  | Pun                  |                      |                      |
| 2011-2012  | Almaz                  | MHL        | 45  | 15               | 29               | 44               | 55               | 10               | 4 | 3                    | 7                    | 4                    |                      |                      |
| 2012-2013  | Severstal Tcherepovets | KHL        | 12  | 1                | 1                | 2                | 0                | 6                | 0 | 0                    | 0                    | 0                    |                      |                      |
| 2012-2013  | Almaz                  | MHL        | 24  | 8                | 15               | 23               | 36               | 3                | 1 | 4                    | 5                    | 12                   |                      |                      |
| 2013-2014  | Severstal Tcherepovets | KHL        | 40  | 7                | 11               | 18               | 12               | -                | - | -                    | -                    | -                    |                      |                      |
| 2013-2014  | Almaz                  | MHL        | 2   | 0                | 2                | 2                | 2                | 7                | 4 | 5                    | 9                    | 12                   |                      |                      |
| 2014-2015  | Almaz                  | MHL        | 0   | 0                | 0                | 0                | 0                | 11               | 8 | 12                   | 20                   | 32                   |                      |                      |
| 2014-2015  | Severstal Tcherepovets | KHL        | 48  | 13               | 17               | 30               | 16               | -                | - | -                    | -                    | -                    |                      |                      |
| 2015-2016  | Severstal Tcherepovets | KHL        | 40  | 12               | 17               | 29               | 20               | -                | - | -                    | -                    | -                    |                      |                      |
| 2015-2016  | SKA Saint-Pétersbourg  | KHL        | 18  | 4                | 4                | 8                | 4                | 14               | 1 | 2                    | 3                    | 29                   |                      |                      |
| 2016-2017  | Rangers de New York    | LNH        | 41  | 8                | 12               | 20               | 13               | 5                | 0 | 1                    | 1                    | 0                    |                      |                      |
| 2016-2017  | Wolf Pack de Hartford  | LAH        | 4   | 3                | 2                | 5                | 0                | -                | - | -                    | -                    | -                    |                      |                      |
| 2017-2018  | Rangers de New York    | LNH        | 74  | 14               | 29               | 43               | 20               | -                | - | -                    | -                    | -                    |                      |                      |
| 2018-2019  | Rangers de New York    | LNH        | 64  | 21               | 17               | 38               | 13               | -                | - | -                    | -                    | -                    |                      |                      |
| 2019-2020  | Rangers de New York    | LNH        | 68  | 13               | 30               | 46               | 24               | 3                | 0 | 0                    | 0                    | 6                    |                      |                      |
| 2020-2021  | Rangers de New York    | LNH        | 54  | 20               | 28               | 48               | 42               | -                | - | -                    | -                    | -                    |                      |                      |
| 2021-2022  | Blues de Saint-Louis   | LNH        | 73  | 30               | 46               | 76               | 34               | 12               | 1 | 10                   | 11                   | 6                    |                      |                      |
| 2022-2023  | Blues de Saint-Louis   | LNH        | 63  | 26               | 41               | 67               | 36               | -                | - | -                    | -                    | -                    |                      |                      |
| 2023-2024  | Blues de Saint-Louis   | LNH        | 80  | 27               | 36               | 63               | 48               | -                | - | -                    | -                    | -                    |                      |                      |
| Totaux LNH | Totaux LNH             | Totaux LNH | 517 | 162              | 239              | 401              | 230              | 20               | 1 | 11                   | 12                   | 12                   |                      |                      |

### En équipe nationale
| Année | Équipe     | Compétition                  |   | PJ | B | A  | Pts | Pun | +/-                |  | Résultat |
| 2013  | Russie U18 | Championnat du monde -18 ans | 7 | 5  | 6 | 11 | 2   | +4  | 4e place           |  |          |
| 2014  | Russie U20 | Championnat du monde junior  | 7 | 2  | 5 | 7  | 18  | +3  | Médaille de bronze |  |          |
| 2015  | Russie U20 | Championnat du monde junior  | 7 | 1  | 5 | 6  | 2   | -1  | Médaille d'argent  |  |          |
| 2018  | Russie     | Championnat du monde         | 8 | 1  | 3 | 4  | 2   | +5  | Sixième place      |  |          |

## Trophées et honneurs personnels

### Molodiojnaïa Hokkeïnaïa Liga
- 2012 : participe à la Coupe de l'avenir avec la conférence ouest